# Hans-Dietrich Bernhard
Hans-Dietrich Bernhard (* 19. Juni 1945 in Flensburg) ist ein deutscher Diplomat. Er war von 2007 bis 2010 Botschafter der Bundesrepublik Deutschland in Gabun.
Nach dem Studium der Rechtswissenschaften an der Ruhr-Universität Bochum sowie den Universitäten von Aix-en-Provence und Münster war er zunächst Rechtsassessor (1973–1976).
Nach dem Eintritt in den Auswärtigen Dienst 1977 folgten Verwendungen an den Botschaften der Bundesrepublik Deutschland in Polen, Ghana, Mexiko und Guatemala, am Konsulat in Córdoba/Argentinien sowie zwischenzeitlich im Auswärtigen Amt in Bonn und Berlin.
Bernhard war ab September 2004 Generalkonsul der Bundesrepublik Deutschland in Porto Alegre/Brasilien. Von 2007 bis 2010 übernahm er die Leitung der Deutschen Botschaft Libreville.